# Fontirroig
El apellido Fontirroig es un apellido catalán.
Ampelio Alonso de Cadenas, Vicente de Cadenas y Vicent y Liliana Ruiz Carrasco en su "Blasonario de la consanguinidad ibérica" afirman que este es un apellido catalán radicado en Gerona. Pasaron a Mallorca, donde Julián Fontirroig está enterrado en la catedral de Palma de Mallorca y su tumba está considerada de estilo neogótico. Joanot Fontirroig, que en 1637 aparece como mercader, era antepasado de Joan Fontirroig, que fue cofrade de Mallorca en el año 1708. Caballeros Fontirroig fueron nombrados ciudadanos militares de Mallorca a lo largo de los siglos. Manuel Andreu Fontirroig nacido en 1898 y fallecido en 1976 fue un escritor y poeta mallorquín que se dedicó principalmente al teatro y la poesía, escribiendo obras en catalán y en castellano. Consta en el Archivo Histórico Nacional de España fechado en 1918, el expediente académico de Bernardo Fontirroig García, alumno de la Facultad de Ciencias de la Universidad Central, natural de Mahón (Menorca, Baleares).
El origen de este apellido está ligado al apellido Font. Se origina la casa de "Font y Roig" o "Font i Roig" por el enlace matrimonial de Juan Font con doña Margarita Roig de Porreras. De esta casa de Font y Roig es línea la de Font de Sineu. Juan Font y Roig, último varón de dicha línea, murió en 1825, y su hija y heredera casó con Salvador Morell y Esteva.

## Descripción del escudo heráldico
Las armas que más comúnmente aparecen en los diversos sitios de internet, así como en varios libros que tratan el tema de la heráldica de los apellidos son:
En campo de sinople, un cabrío (chevrón) de oro.
Pero cabe destacar que también se presentan otros escudos de este apellido catalán.